# Leo Halban

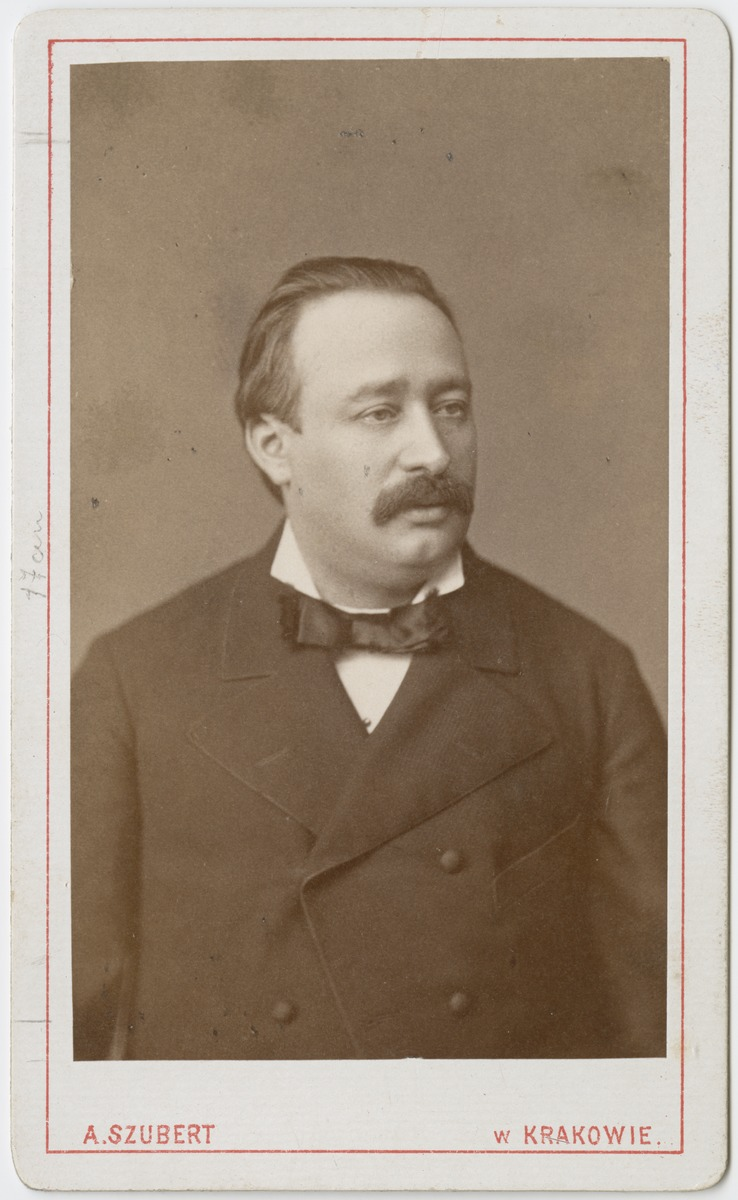
Leo Halban

Leo Halban, früher Blumenstock, auch Leon,  (* 11. März 1838 in Krakau; † 28. Februar 1897 ebenda) war ein polnischer Gerichtsmediziner.
Halban hieß früher Blumenstok oder Blumenstock und änderte seinen Namen 1893.
Halban studierte in Krakau Medizin mit dem Abschluss 1862 und erwarb den Magister in Geburtshilfe in Wien. Von 1863 bis 1866 war er Assistent an der Augenklinik in Krakau. 1869 wurde er Privatdozent und 1871 außerordentlicher Professor für Gerichtsmedizin an der juristischen Fakultät in Krakau. 1881 wurde er ordentlicher Professor an der medizinischen Fakultät. Als Gerichtsmediziner war er Autodidakt.
Er war Mitglied der polnischen Akademie der Wissenschaften und Vorsitzender der Krakauer Ärztevereinigung.
Halban trug zu Albert Eulenburgs Real-Encyclopädie der gesammten Heilkunde bei.
Nach seinem Tod wurden die Witwe Berta und die Söhne Alfred und Heinrich in den Adelsstand erhoben.
Von 1873 bis 1892 war er Chefredakteur der medizinischen Zeitschrift Przegląd Lekarski.

## Werk
- Beiträge zu Albert Eulenburgs Real-Encyclopädie der gesammten Heilkunde. Erste Auflage.
  - Band 1 (1880) (Digitalisat), S. 634–637: Augenscheinbefund
  - Band 2 (1880) (Digitalisat), S. 147–149: Berufsunfähigkeit; S. 429–432: Brandstiftungstrieb
  - Band 3 (1880) (Digitalisat), S. 466–470: Conträre Sexualempfindung; S. 687–688: Darmschwimmprobe
  - Band 4 (1880) (Digitalisat), S. 192–195: Dispositionsfähigkeit; S. 223–226: Dynamit (forensisch); S. 639–640: Entstellung
  - Band 5 (1881) (Digitalisat), S. 003–007: Epilepsie (forensisch); S. 142–144: Exhumation; S. 454–455: Gänsehaut; S. 589–593: Gehirnerschütterung (forensisch); S. 710–712: Gelüste der Schwangeren (forensisch)
  - Band 6 (1881) (Digitalisat), S. 038–039: Gesundheitsstörung (forensisch); S. 051–066: Gift (forensisch); S. 144–146: Gutachten (forensisch); S. 149–154: Haare (forensisch)
  - Band 7 (1881) (Digitalisat), S. 121–123: Idiotismus (forensisch); S. 408–432: Kindstödtung; S. 527–531: Körperverletzung (forensisch); S. 533–540: Kohlenoxydvergiftung
  - Band 8 (1881) (Digitalisat), S. 114–116: Lebensfähigkeit (forensisch)
  - Band 10 (1882) (Digitalisat), S. 362–365: Paukenhöhlenprobe
  - Band 12 (1882) (Digitalisat), S. 376–380: Schwefelwasserstoff; S. 435–437: Section; S. 527: Siechthum (forensisch); S. 527–532: Simulation
  - Band 14 (1883) (Digitalisat), S. 505–507: Verkohlung; S. 534–535: Verstümmelung